# Lublin-driehoek
De Lublin-driehoek is een tripartiet platform voor politieke, economische, culturele en sociale samenwerking tussen Litouwen, Polen en Oekraïne, dat tot doel heeft de integratie van Oekraïne in de EU te ondersteunen.
De landen van de Lublin-driehoek hebben hun steun uitgesproken voor het herstel van de territoriale integriteit van Oekraïne binnen de internationaal erkende grenzen en roepen op tot een einde aan de Russische agressie ertegen. De Lublin Triangle dragers geven Oekraïne de status van een NAVO- versterkte partner en stelt dat de toekenning van Oekraïne een NAVO Membership Action Plan is de volgende noodzakelijke stap in deze richting.
Het tripartiete formaat is gebaseerd op de tradities en historische banden van de drie landen. De desbetreffende gemeenschappelijke verklaring werd op 28 juli ondertekend door de ministers in Lublin, Polen. Lublin werd specifiek gekozen als een hint naar de middeleeuwse Unie van Lublin, die het Pools-Litouwse Gemenebest creëerde, een van de grootste staten in Europa op dat moment.
Het idee om zo'n organisatie op te richten is van Adam Czartoryski, geuit door Viacheslav Chornovil.

## Geschiedenis
De gezamenlijke verklaring van de ministers van Buitenlandse Zaken van Litouwen, Polen en Oekraïne Linas Linkevičius, Jacek Chaputowicz en Dmytro Kuleba over de totstandkoming van het formaat werd op 28 juli 2020 ondertekend in Lublin, Polen.
Op 1 augustus 2020 nodigde de minister van Buitenlandse Zaken van Oekraïne Dmytro Kuleba de minister van Buitenlandse Zaken van Belarus Volodymyr Makei uit voor de tweede bijeenkomst, die zal plaatsvinden in Kiev. Tijdens het economisch forum in Karpacz, Polen, op 10 september 2020, verklaarde de directeur van de oostelijke afdeling van het Poolse ministerie van Buitenlandse Zaken, Jan Hofmokl, dat de Lublin-driehoek eigenlijk een vierkant met Belarus zou moeten zijn. Volgens hem was Minsk in de beginfase geïnteresseerd in dit politieke project, maar veranderde later van gedachten.
Op 17 september 2020 vond de eerste bijeenkomst (in videoformaat) plaats van de nationale coördinatoren van de Lublin-driehoek, opgericht door de ministers van Buitenlandse Zaken van Oekraïne, Polen en Litouwen in juli 2020. Vasyl Bodnar (Oekraïne), Marcin Pszydach (Polen) en Dalus Cekuolis (Litouwen) zijn aangesteld als coördinatoren van dit tripartiete samenwerkingsmechanisme. De partijen bespraken de voorbereidingen voor de volgende bijeenkomst van de ministers van Buitenlandse Zaken van de Lublin-driehoek, die op initiatief van minister Dmytro Kuleba in Kiev zal plaatsvinden. Een van de hoofdtaken van de Lublin-driehoek zou het coördineren van de acties van Oekraïne, Polen en Litouwen moeten zijn om de uitdagingen en bedreigingen voor de gemeenschappelijke veiligheid doeltreffend het hoofd te bieden, met als prioriteit het tegengaan van hybride bedreigingen vanuit Rusland.
Op 29 januari 2021, tijdens de eerste online bijeenkomst van de Lublin-driehoek, verklaarde de Oekraïense minister van Buitenlandse Zaken Dmytro Kuleba tijdens een briefing dat Oekraïne, Litouwen en Polen voorstander zijn van toetreding van Belarus tot de Lublin-driehoek, maar de tijd is nog niet gekomen.

«Zonder Wit-Rusland is de Lublin-driehoek natuurlijk een beetje onvolledig. We zouden uiteindelijk graag zien dat een democratisch Belarus toetreedt en de "Lublin-driehoek" verandert in het "Lublin-plein". Maar de tijd hiervoor is nog niet gekomen. Tegelijkertijd begrijpen we allemaal dat de situatie in Belarus niet alleen gevolgen heeft voor de bilaterale betrekkingen van het land met zijn buurlanden, maar ook voor de situatie in de regio als geheel.», – zei Kuleb, die de eerste bijeenkomst van de "Lublin-driehoek" samenvatte

Op 28 februari 2021 werd bekend dat eind januari 2021 de in 2020 gekozen president van Belarus, Svitlana Tikhanovska, voor het eerst contact opnam met de minister van Buitenlandse Zaken van Oekraïne Dmytro Kuleba, waar hij ons uitnodigde voor een bijeenkomst van de Lublin-driehoek en wacht op een uitnodiging voor een offline ontmoeting met de heer Kuleba en met de Verchovna Rada. Svitlana merkte op dat ze wilde dat de "Lublin-driehoek" de "Lublin-vier" zou worden.

## Mechanismen van samenwerking
Volgens deze gezamenlijke verklaring van Litouwen, Polen en Oekraïne dienen de ministers van Buitenlandse Zaken van de partijen regelmatig bijeenkomsten te houden, met name op het gebied van multilaterale activiteiten, met deelname van geselecteerde partners. Ze zullen ook overleg organiseren op het niveau van de leiders van de ministeries van Buitenlandse Zaken van hun land en in deze ministeries posities van vertegenwoordigers creëren over samenwerking binnen de Lublin-driehoek.
Tijdens de eerste videoconferentie op 17 september 2020 identificeerden de nationale coördinatoren de belangrijkste activiteiten van de Lublin-driehoek en kwamen ze overeen om te zorgen voor een duurzame interactie tussen het formaat op verschillende werkniveaus. Tijdens de bijeenkomst werden ze het eens over de basisprincipes van de Lublin-driehoek en schetsten ze plannen voor samenwerking in de nabije toekomst. Een van de belangrijkste taken zou moeten zijn om de acties van de drie staten te coördineren om de huidige uitdagingen en bedreigingen voor onze gemeenschappelijke veiligheid effectief aan te pakken. Een van de prioritaire onderwerpen in de samenwerking is het gezamenlijk tegengaan van hybride dreigingen uit Rusland, met name in de strijd tegen verkeerde informatie. Het belang van het onderhouden van nauwe samenwerking binnen internationale organisaties werd benadrukt.

"We zijn niet alleen verenigd door gemeenschappelijke waarden en belangen, maar ook door een gemeenschappelijke verantwoordelijkheid voor de toekomst van onze landen en de regio waarin we leven en die de afgelopen jaren centraal stond in de wereldpolitiek", Vasyl Bodnar zei.

De vice-ministers kwamen ook overeen om een tripartiet thematisch overleg te starten op het niveau van de directeuren van de ministeries van Buitenlandse Zaken van de drie landen. De coördinatoren hebben veel aandacht besteed aan de situatie in Belarus en enkele andere landen in de regio. Vasyl Bodnar sprak zijn dank uit aan de partners voor hun voortdurende steun voor de territoriale integriteit en soevereiniteit van onze staat en voor hun steun bij het tegengaan van Russische agressie. Hij informeerde zijn collega's ook over de belangrijkste doelstellingen van het Krimplatform en nodigde Polen en Litouwen uit om actief samen te werken in het kader van het platform, dat tot doel heeft de Krim te bezetten.
Op 12 oktober 2020 wees de premier van Oekraïne, Denis Shmygal, op het belang van de nieuw gecreëerde "Lublin-driehoek" en nodigde de Poolse president Andrzej Duda uit om het formaat uit te breiden, namelijk om de mogelijkheid van een bijeenkomst van regeringsleiders in de " Lublin Triangle "-formaat tijdens zijn bezoek aan Oekraïne.
Op 27 februari 2021 vertelde de Litouwse minister van Buitenlandse Zaken Gabrielius Landsbergis aan de Oekraïense Radio Liberty dat het Lublin Triangle-initiatief, dat Oekraïne, Litouwen en Polen verenigt, Oekraïne dichter bij de Europese integratie brengt:

"Ik denk dat dit formaat erg handig is. En ik ben er zeker van dat dit formaat kan worden uitgebreid, om niet alleen over politiek te praten. We zouden ook gemeenschappelijke geschiedenis, geopolitiek, economie en vele andere dingen kunnen bespreken. Dergelijke communicatie maakt het mogelijk om onze samenwerking tot op zekere hoogte te structureren ... Het is natuurlijk erg nuttig en brengt de Europese integratie van Oekraïne dichterbij ”, zei hij.

Hij is ook van mening dat het initiatief van het Krimplatform "buitengewoon nuttig is, niet alleen om concrete oplossingen te vinden, maar ook om te herinneren aan het probleem van de bezetting van de Krim."

## Initiatieven

Embleem LitPolUkrbrig

### Interparlementaire Vergadering
De Interparlementaire Vergadering van de Verchovna Rada van Oekraïne, de Seimas en de Senaat van de Republiek Polen en de Seimas van de Republiek Litouwen zijn in 2005 opgericht om een dialoog tussen de drie landen op parlementair vlak tot stand te brengen. De constituerende vergadering van de Algemene Vergadering vond plaats op 16 juni 2008 in Kiev, in Oekraïne. Binnen de Vergadering zijn er commissies voor de Europese en Euro-Atlantische integratie van Oekraïne, humanitaire en culturele samenwerking.

### Gezamenlijk team
De Litouws-Pools-Oekraïense Brigade is een multinationale eenheid met de capaciteiten van een gemeenschappelijke militaire brigade, ontworpen om onafhankelijke militaire operaties uit te voeren in overeenstemming met het internationaal recht of om deel te nemen aan dergelijke operaties. Het bestaat uit speciale militaire eenheden van de drie landen, geselecteerd uit de 21e Pidgal Rifle Brigade (Polen), de 80e Assault Brigade (Oekraïne) en het bataljon van Groothertogin Biruta Ulan (Litouwen).
De Litouws-Pools-Oekraïense brigade werd in 2014 opgericht in het kader van de tripartiete samenwerking op het gebied van defensie. Het leveren van een nationale bijdrage aan multinationale militaire formaties met hoge paraatheid (VN- reserveovereenkomsten, EU Battle Tactical Groups, NATO Response Force), evenals aan internationale vredeshandhavings- en veiligheidsoperaties onder auspiciën van de VN, de EU, de NAVO en andere internationale veiligheidsorganisaties op basis van het mandaat van de VN-Veiligheidsraad en in geval van goedkeuring door de parlementen van de deelnemende landen.
Sinds 2016 is LitPolUkrbrig een belangrijk onderdeel van de inspanningen van de NAVO om NAVO-normen in de strijdkrachten van Oekraïne te implementeren. De belangrijkste activiteiten van de brigade omvatten het trainen van Oekraïense officieren en militaire eenheden in deze normen, het plannen en uitvoeren van operationele taken en het handhaven van operationele paraatheid.

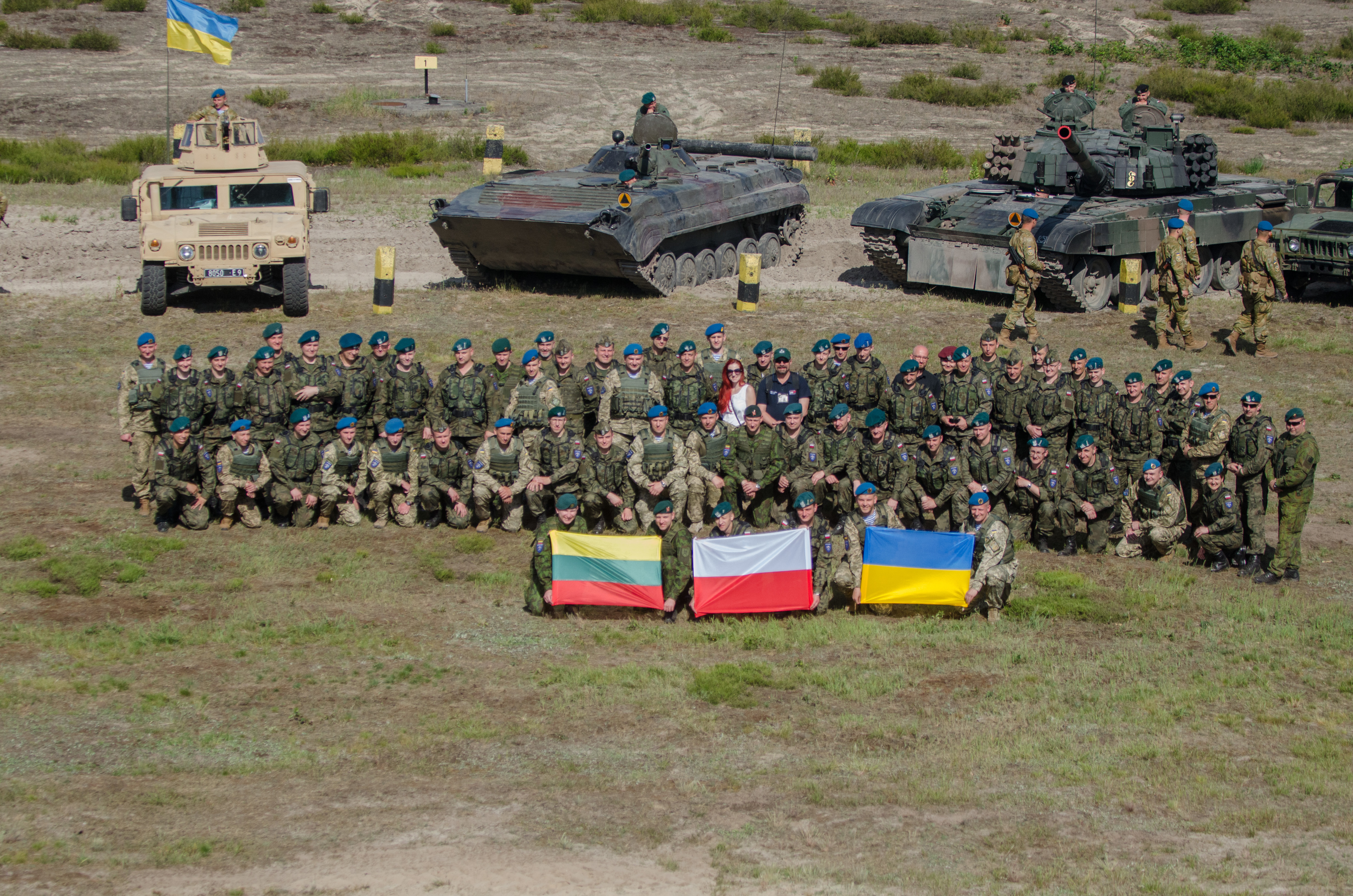
Soldaten van de Litouws-Pools-Oekraïense brigade bij de openingsceremonie van de "Anaconda-2016" -oefening op de Nova Deba-testlocatie in Polen, juni 2016.

## Vergelijking van landen
| Naam                               | Litouwen                                                                                               | Polen | Oekraïne |
| Officiele naam                     | Republiek Litouwen (Lietuvos Respublika)                                                               | Republiek Polen (Rzeczpospolita Polska)                                                                                    | Oekraïne |
| ---------------------------------- | --- | --- | --- |
| Embleem                            | | | |
| Vlag                               | Vlag van Litouwen                                                                                      | Vlag van Polen | Vlag van Oekraïne |
| Bevolking                          | | | |
| Vierkant                           | 65.300 meest voorkomende km² (25.200 mijl)                                                             | 312.696 ste meest voorkomende km² (120.733 mijl)                                                                           | 603.628 km² (233.062 mijl) |
| Dichtheid van de bevolking         | 43 personen / km²                                                                                      | 123 personen / km² | 73 personen / km² |
| Systeem                            | Unitaire parlementair-presidentiële constitutionele republiek                                          | Unitaire parlementair-presidentiële constitutionele republiek                                                              | Unitaire parlementair-presidentiële constitutionele republiek |
| Hoofdsteden                        | Vilnius                                                                                                | Warschau | Kiev |
| De grootste stad                   | Vilnius: 580.020 (810.290 grootstedelijk gebied)                                                       | Warschau: 1.783.321 (3.100.844 Metropolitan Territory)                                                                     | Kiev: 2.950.800 (3.375.000 grootstedelijk gebied) |
| Officiële talen                    | Litouws (de facto en de jure)                                                                          | Pools (de facto en de jure)                                                                                                | Oekraïens (de facto en de jure) |
| Het huidige regeringshoofd         | Premier Saulius Skvernalis (2016 - heden)                                                              | Premier Mateusz Morawiecki (Wet en Justitie ; 2017-heden)                                                                  | Premier Denis Shmygal (2020 - heden) |
| Het huidige staatshoofd            | President Gitanas Nauseda (2019 - heden)                                                               | President Andrzej Duda (Wet en Justitie ; 2015-heden)                                                                      | President Volodymyr Zelensky (Servant of the People ; 2019 - heden) |
| De belangrijkste religies          | 77,2% katholieken, 4,1% orthodoxen, 0,8% oud-gelovigen, 0,6% lutheranen, 0,2% hervormers, 0,9% anderen | 87,58% rooms-katholieken, 7,10% moeilijk te zeggen, 1,28% andere religies, 2,41% niet-religieus, 1,63% niet gespecificeerd | 67,3% orthodoxen, 9,4% Grieks-katholieken, 0,8% rooms-katholieken, 7,7% onbesliste christenen, 2,2% protestanten, 0,4% joden, 0,1% boeddhisten, 11,0% niet-kerkgenootschappen |
| Etnische groeperingen              | 84,2% Litouwers, 7,1% Polen, 5,8% Russen, 1,2% Wit- Russen, 0,5% Oekraïners, 1,7% anderen              | 98% Polen, 2% andere of niet gespecificeerd                                                                                | 77,8% Oekraïners, 17,3% Russen, 0,8% Roemenen en Moldaviërs, 0,6% Wit- Russen, 0,5% Krim-Tataren, 0,4% Bulgaren, 0,3% Hongaren, 0,3% Polen, 1,7% anderen                      |
| BBP (nominaal)                     | - $54,219 млрд (2018) (80 місце) - $20,355 на душу населення (2018) (42 місце)                         | - $585.816 млрд (2018) (21 місце) - $15,426 на душу населення (2018) (56 місце)                                            | - $161.872 млрд (2020 кошторис) (56 місце) - $3,881 на душу населення (2020 кошторис) (119 місце)                                                                             |
| Externe schuld (nominaal)          | $ 34,48 miljard (2016) - 31,6% van het bbp                                                             | $ 281,812 miljard (2019) - 47,5% van het bbp                                                                               | $ 47,9 miljard (2018) - 46,9% van het bbp |
| BBP (PKS)                          | - $107 млрд (2018) (83 місце) - $38,751 на душу населення (2018) (38 місце)                            | - $1.215 трильйон (2018) (23 місце) - $32,005 на душу населення (2018) (41 місце)                                          | - $429.947 млрд (2018) (48 місце) - $10,310 на душу населення (2018) (108 місце)                                                                                              |
| Valuta                             | Euro (€) - EUR                                                                                         | Poolse zloty (PLN) - PLN                                                                                                   | Oekraïense hryvnia (UAH) - UAH |
| Index voor menselijke ontwikkeling | 0.869 дуже високо 34 місце - 0.774 дуже високо IHDI 13 місце                                           | 0.872 дуже високо 34 місце - 0.801 дуже високо IHDI 27 місце                                                               | 0.750 високо 88 місце - 0.701 високо IHDI 54 місце |

## Opmerkingen
1. 1 2 3  Спільна декларація міністрів закордонних справ України, Республіки Польща та Литовської Республіки щодо заснування «Люблінського трикутника». Міністерство закордонних справ України (28 липня 2020). Gearchiveerd op 4 augustus 2020. Geraadpleegd op 2 серпня 2020.
2. ↑  https://web.archive.org/web/20201029224306/https://mfa.gov.ua/en/news/kuleba-czaputowicz-and-linkevicius-launched-lublin-triangle-new-format-ukraine-poland-and-lithuania
3. ↑  Gearchiveerde kopie. Gearchiveerd op 19 augustus 2020. Geraadpleegd op 19 maart 2021.
4. ↑  https://www.gov.pl/web/diplomacy/meeting-of-foreign-ministers-of-poland-lithuania-and-ukraine
5. ↑  (uk)  Потрійний удар по Кремлю! Україна, Литва і Польща об‘єдналися у Люблінський трикутник op YouTube
6. ↑  https://www.ukrinform.ua/rubric-polytics/3074064-kuleba-zaprosiv-glavu-mzs-bilorusi-na-zustric-ministriv-lublinskogo-trikutnika.html
7. ↑  https://www.ukrinform.ua/rubric-polytics/3097629-lublinskij-trikutnik-mav-buti-kvadratom-iz-bilorussu-mzs-polsi.html
8. 1 2 3  https://www.ukrinform.ua/rubric-polytics/3101846-lublinskij-trikutnik-viznaciv-odnim-iz-prioritetiv-protidiu-gibridnim-zagrozam-rf.html
9. ↑  https://www.radiosvoboda.org/a/news-lublinskyi-trykutnyk-bilorus/31076313.html
10. ↑  https://nv.ua/ukr/world/countries/tihanovska-revolyuciya-v-bilorusi-prodovzhitsya-pidpilno-interv-yu-ostanni-novini-50144447.html
11. ↑  https://prm.ua/protidiya-zagrozam-rosiyi-stane-prioritetom-lyublinskogo-trikutnika/
12. ↑  https://www.radiosvoboda.org/a/news-shmyhal-duda/30889480.html
13. ↑  https://www.youtube.com/watch?v=r-R7smbcGxg&t=431s
14. ↑  Двосторонні інституційні механізми. Міністерство закордонних справ України (04.01.2013). Gearchiveerd op 4 augustus 2020. Geraadpleegd op 2 серпня 2020.
15. ↑  Підписано Угоду щодо створення спільної литовсько-польсько-української бригади. Міністерство оборони України (19.09.2014). Gearchiveerd op 20 september 2014. Geraadpleegd op 2 серпня 2020.